# Вал (кратер)

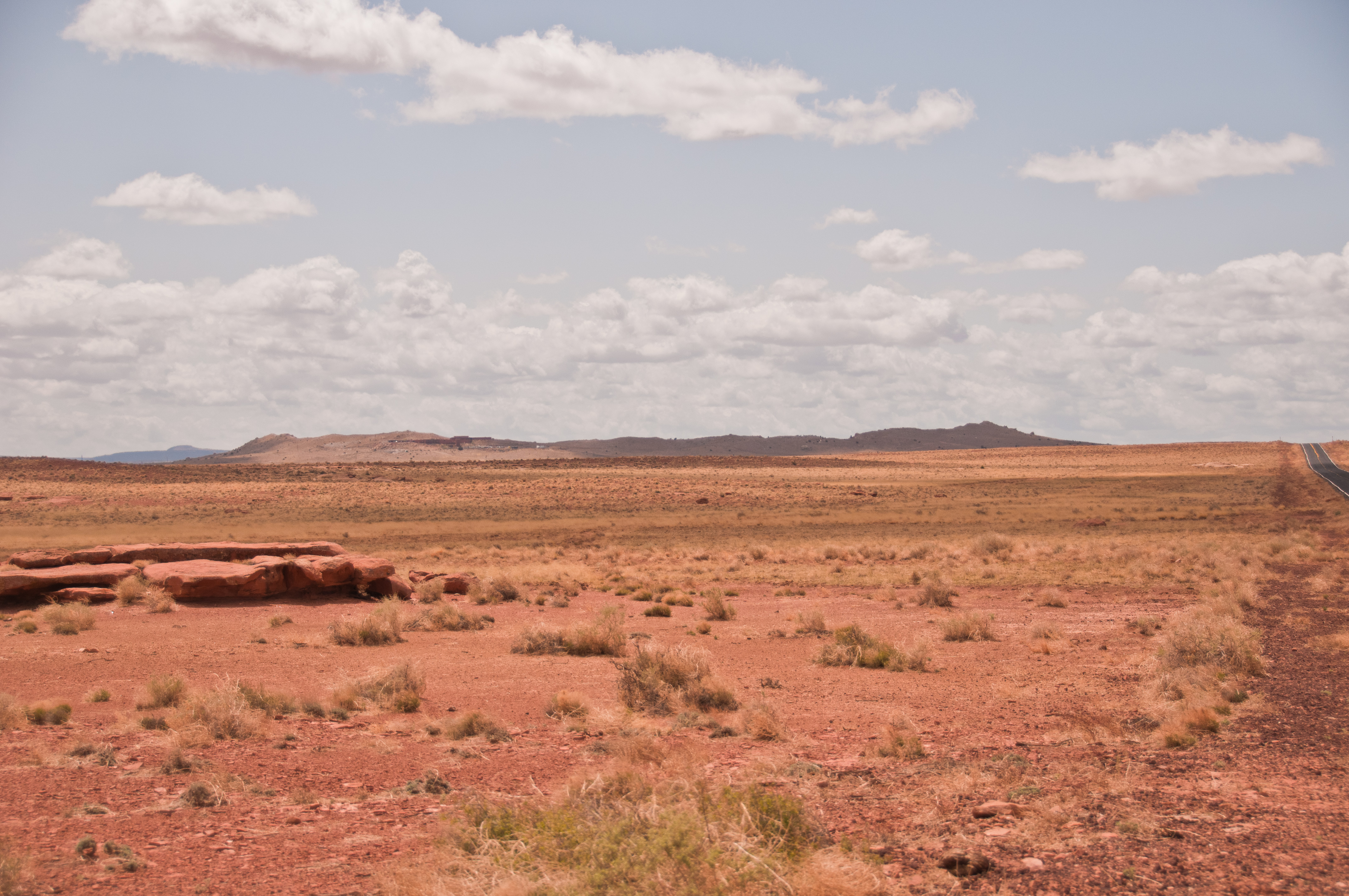
Вал Аризонського кратера

Вал або край ударного кратера — це частина, яка простягається над висотою місцевої поверхні, як правило, у формі кола або еліпса. У більш конкретному значенні вал може стосуватися круглого або еліптичного краю, який представляє самий верхній кінчик цієї піднятої частини. Якщо рельєфної частини немає, край просто відноситься до внутрішнього краю кривої, де плоска поверхня стикається з кривою дна кратера.

## Прості кратери
Менші, прості кратери зберігають геометрію вала, подібну до особливостей багатьох кратерів, знайдених на Місяці та планеті Меркурій.

## Складні кратери

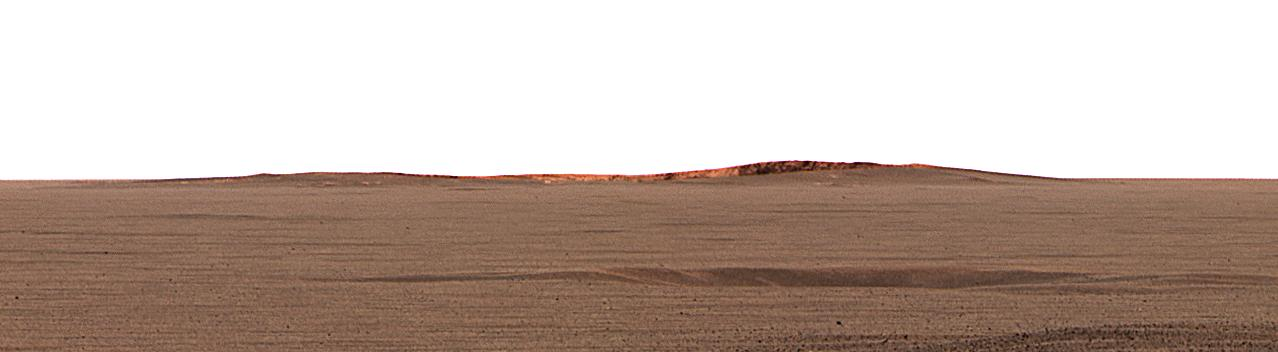
Край кратера Ендюранс на Марсі, вигляд з місця посадки марсохода Opportunity.

Великі кратери — кратери, діаметр яких перевищує 2,3 км, і виділяються центральними підняттями в межах зони удару. Ці більші (також звані «складними») кратери можуть утворювати вали висотою до кількох сотень метрів.
Процес, який слід враховувати при визначенні точної висоти краю кратера, полягає в тому, що розплав міг бути виштовхнутий на гребінь початкового краю від початкового удару, тим самим збільшуючи його загальну висоту. Через вивітрювання з часом визначити середню висоту краю кратера може бути дещо складно. Було також помічено, що схил вздовж викинутої внутрішньої частини багатьох кратерів може сприяти морфології відрогів і ярів, включаючи зсуви, що відбуваються через нестабільність схилу та сейсмічну активність поблизу.
Складні кратери кратерів, які спостерігаються на Землі, мають у 5-8 разів більше співвідношення висоти до діаметра порівняно з тими, що спостерігаються на Місяці, що, ймовірно, можна пояснити більшим прискоренням вільного падіння між двома планетарними тілами, які стикаються. Крім того, глибина кратера та об'єм розплаву, що утворився під час удару, безпосередньо пов'язані з гравітаційним прискоренням між двома тілами. Було висловлено припущення, що «викид і насув на кінцевий край кратера [є] одним із головних факторів, що сприяють формуванню піднятого краю кратера». Коли ударний кратер утворюється на похилій поверхні, утворюється вал з асиметричним профілем. По мірі збільшення кута зіткнення з поверхнею профіль кратера стає більш витягнутим.

## Класифікація

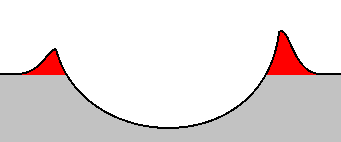
Вигляд кратера збоку з піднятим краєм, виділеним червоним.

Класифікації за типом вала: кратери з повним краєм, кратери зі пошкодженим краєм і западини.